# 澳大利亞影視藝術學院獎
澳大利亞影視藝術學院獎（英語：Australian Academy of Cinema and Television Arts Awards）是澳大利亞影視藝術學院每年頒發的獎項，表彰在電影和電視領域表現卓著的製作人、導演、演員和編劇。該獎是澳大利亞影視界最具分量的獎項，被認為是澳大利亞的奧斯卡金像獎。該獎舊名澳大利亞電影學院獎（Australian Film Institute Awards）或AFI獎（AFI Awards）。創立於1958年。1986年，該獎開始將領域擴大至電視。